# Comuna de Annopol
Annopol (polaco: Gmina Annopol) é uma gminy (comuna) na Polónia, na voivodia de Lublin e no condado de Kraśnicki.
De acordo com os censos de 2004, a comuna tem 9425 habitantes, com uma densidade 62,4 hab/km².

## Área
Estende-se por uma área de 151,07 km², incluindo:
- área agricola: 71%
- área florestal: 19%

## Demografia
Dados de 30 de Junho 2004:
|                      | Total   | Total | Mulheres | Mulheres | Homens  | Homens |
| -------------------- | ------- | ----- | -------- | -------- | ------- | ------ |
|                      | pessoas | %     | pessoas  | %        | pessoas | %      |
| População            | 9425    | 100   | 4762     | 50,5     | 4663    | 49,5   |
| Densidade (pop./km²) | 62,4    | 100   | 31,5     | 31,5     | 30,9    | 30,9   |

De acordo com dados de 2002, o rendimento médio per capita ascendia a 1324,97 zł.

## Comunas vizinhas
- Dzierzkowice, Gościeradów, Józefów nad Wisłą, Ożarów, Radomyśl nad Sanem, Tarłów, Zawichost